# Meg Egy Cukorka
A Meg Egy Cukorka egy budapesti, pop'art rockzenekar. Dalszövegeik miatt műfajukat könnyen azonosítják azzal, amit alternatív rocknak, magyar alternatív zenének hívnak, de a brit pop/rock világa szintén jellemzi őket.
A zenekar 2015 szeptemberében alakult, és egy évre rá kiadta első felvételét, ezzel megnyerték a Petőfi Rádió októberi Saját Zenéd versenyét. 2017 tavaszán megjelent az első, Zsákutcák címet viselő kislemezük a Recorderen. Első nagylemezük 2018 őszén jelent meg, és az Index.hu-n debütált. Az album a Jöhet bármi címet kapta.
A zenekar 2024. január 17-én egy Facebook-posztban bejelentette feloszlását, más motivációkra és tervekre hivatkozva. A Meg Egy Cukorka utolsó formációjából Faragó-Kádár Antal és Mihályi Dávid, Biermann Áron (Marla Grando) és Simon Kolos gitárosokkal megalakította az arena rock, a pop-rock és a pop-punk elemeit vegyítő Letiltott nevű zenekart. Hárs Barna 2025 januárjában debütált szólóénekesként.

## Díjai, elismerései
- 2017 - A zenekar 317 zenekar közül bekerült a 2017/2018-as Hangfoglaló Program 20 támogatottja közé.[3]
- 2017 - AztaQ Tehetségkutató - I. helyezett[4]
- 2017 - Éter Plus tehetségkutató - különdíjak[5]
- 2017 - Sop-Rock Amatőr Tehetségkutató Fesztivál - Újfalusi Gábor díjas frontember[6]
- 2017 - Sop-Rock Amatőr Tehetségkutató Fesztivál - I. helyezett[7]
- 2016 - Petőfi Rádió októberi Saját Zenéd győztese[8]

## Diszkográfia
- 2017 - Zsákutcák EP
- 2018 - Jöhet bármi (LP)
- 2021 - KERESEM (LP)

## Megjelenések
- Dalpremier - Megjelent a Sötét Lett single a Recorder.hu-n!
- Macsek Blog - Megjelent a Meg Egy Cukorka debütáló kislemeze a Zsákutcák
- Recorder - EP premier
- Petőfi Rádió - Dalpremier (Szertefoszlott)
- Recorder - Magyarradar